# 헬리의 정리

유클리드 평면에서 헬리의 정리: 볼록 집합의 집합에 대해서 집합의 원소 세 개의 교집합이 공집합이 아니라면, 전체의 교집합은 공집합이 아니다.

헬리의 정리는 볼록 다각형의 교집합에 관한 이산 기하학의 기본적인 결과이다. 이것은 1913년에 에두아르트 헬리가 발견했다. 하지만 1923년까지는 그는 출판하지 않았고, 그 때는 이미 Radon (1921)와 König (1922)에 의해서 다른 증명이 나왔었다. 헬리의 정리는 헬리족의 개념을 제시했다.

## 명제
X1, ..., Xn를 n > d인 Rd의 볼록 부분집합의 유한한 집합이라고 하자. 만약 모든 이 집합의 원소 d + 1개의 교집합이 공집합이 아니라면, 전체 집합의 교집합도 공집합이 아니다;
{\displaystyle \bigcap _{j=1}^{n}X_{j}\neq \varnothing .}
무한한 집합에서는 콤팩트성을 가정해야 한다:
{Xα} 를 Rd의 콤팩트 볼록 부분집합의 집합이라고 가정하면, 크기가 d + 1인 모든 부분집합의 교집합이 공집합이 아니라고 하면, 전체 집합의 교집합도 공집합이 아니다.

## 증명
Radon (1921)가 라돈의 정리를 통해서 유한한 경우를 증명했다. 그러면 무한한 경우는 콤팩트성의 유한 교집합 성질 특성화를 따른다: 콤팩트 공간의 닫힌 부분집합의 집합은 모든 유한한 부분집합의 교집합이 공집합이 아닐 때만 공집합이 아니다 (한번 한 집합을 고정하면, 그것을 포함하는 다른 모든 것들의 교집합은 고정한 콤팩트 공간의 닫힌 부분집합이다).
증명은 귀납법으로 이루어졌다:
기본적인 경우: n = d + 2라고 가정하면, 가정에 의해 모든 j = 1, ..., n에 대해서 Xj의 가능한 예와가 있는 모든 Xi의 공통 교집합의 점 xj가 있다. 이제 A = {x1, ..., xn}에 라돈의 정리를 사용한다. A는 A1의 볼록 폐포가 A2 의 볼록폐포와 교차하는 A의 서로소 부분집합 A1, A2을 준다. p가 이 두 볼록 폐포의 교집합에 있는 점이라고 가정하자. 그러면 다음과 같이 말할 수 있다:
{\displaystyle p\in \bigcap _{j=1}^{n}X_{j}.}
이제, 어떤 j ∈ {1, ..., n}에 대하여 생각하자. p ∈ Xj를 증명해야만 한다. Xj에 있지 않을 수 있는 A의 원소는 xj라는 것을 기억하라. xj ∈ A1일 경우에는, xj ∉ A2이고, 따라서 Xj ⊃ A2이다. Xj가 볼록이기 때문에, 이것은 또한 A2의 볼록 폐포를 포함하고 따라서 또한 p ∈ Xj이다. 비슷하게, xj ∉ A1이면, Xj ⊃ A1이고, 같은 추론으로 p ∈ Xj이다. p가 모든 Xj에 있기 때문에, 이것은 반드시 교집합에 있어야 한다.
위에서, 점 x1, ..., xn들은 모두 떨어져 있다고 가정했다. 이렇지 않은 경우에는, 일부 i ≠ k에 대해서 xi = xk라고 하면, xi는 집합 Xj의 전부에 있다, 그리고 다시 교집합은 공집합이 아니라고 결론지을 수 있다. 이것은 n = d + 2인 경우의 증명을 완성한다.
귀납적 단계: n > d + 2이고 n−1일 때 위의 명제가 참이라고 가정하자. 위의 증명은 어떤 집합 d + 2 개의 부분집합의 교집합은 공집합이 아니라는 것을 보인다. 이제는 두 집합 Xn−1과 Xn을 하나의 집합 Xn−1 ∩ Xn으로 바꾼 집합을 고려한다. 이 새로운 집합에서, 모든 집합 d + 1 개의 부분집합의 교집합은 공집합이 아니다. 따라서 유도 가설이 적용되고, 이 새로운 집합의 교집합이 공집합이 아니라는 것을 보인다. 이것은 원래의 집합에 동일하게 적용되고, 증명을 완성한다.

## 같이 보기
- 카라테오도리의 정리
- Shapley–Folkman 보조정리
- 크레인-밀만 정리
- 쇼케 정리
- 라돈의 정리